# 特拉維拉 (馬里蘭州)
特拉維拉（英語：Travilah）是位於美國馬里蘭州蒙哥馬利縣的一個普查規定居民點。

## 人口
根據2020年美國人口普查的數據，特拉維拉的面積為45.70平方千米，當中陸地面積為41.25平方千米，而水域面積為4.45平方千米。當地共有人口11985人，而人口密度為每平方千米262.25人。